# Max Headroom: 20 minutos en el futuro
Max Headroom: 20 minutos en el futuro es una película de televisión cyberpunk de 1985 creada por la empresa británica Chrysalis Visual Programming Ltd. para Channel 4. Max Headroom fue creado por George Stone,  Annabel Jankel y Rocky Morton, mientras que la historia de la película para televisión fue desarrollada por Stone y el guionista Steve Roberts.  La película para televisión se creó para proporcionar una historia de fondo y el origen del personaje Max antes de que comenzara a aparecer regularmente como presentador y veejay de un nuevo programa de videos musicales en Channel 4, The Max Headroom Show.
La historia describe un futuro cercano en el que las corporaciones corruptas controlan gran parte del mundo y manipulan al público en aras de las calificaciones y la riqueza. Los acontecimientos llevaron al periodista Edison Carter a estrellar su motocicleta y a sufrir un traumatismo craneoencefálico debido a un cartel de seguridad en un aparcamiento que decía "HABITACIÓN MÁXIMA PARA LA CABEZA: 2,3 M" (una altura libre sobre la cabeza de 2,3 metros). Mientras está inconsciente, la mente y los recuerdos de Carter se utilizan como base para una nueva inteligencia artificial que adopta el nombre de Max Headroom. Mientras Carter se recupera y expone la corrupción corporativa, su gemelo AI, Max, se vuelve popular como un ingenioso presentador de televisión que critica a la sociedad y los medios. Tanto Edison Carter como Max Headroom son interpretados por el actor Matt Frewer. El 4 de abril de 1985, Channel 4 transmitió la película para televisión Max Headroom: 20 minutos hacia el futuro, protagonizada por Matt Frewer, Amanda Pays, Paul Spurrier, Nickolas Grace y W. Morgan Sheppard. Dos días después, Max comenzó a aparecer regularmente como veejay de The Max Headroom Show.   HBO (que era propietaria de otro proveedor de televisión por cable, Cinemax) proporcionó parte de la financiación original y la serie luego se transmitió en Cinemax para el público estadounidense.  Tras su cancelación, la cadena estadounidense ABC encargó a Chrysalis la producción de una nueva serie de televisión dramática basada en los personajes, conceptos y el mundo establecido en la película Max Headroom: 20 Minutes into the Future.  El nuevo programa, titulado simplemente Max Headroom, contó con Matt Frewer y Amanda Pays repitiendo sus papeles originales. Cada episodio comenzaba con la frase "20 minutos hacia el futuro".  

## Trama
Edison Carter (Matt Frewer) es un testarudo reportero de televisión decidido a descubrir la corrupción incluso si su empleador, Network 23, está involucrado. Carter está investigando la explosión de un apartamento cuando la dirección de la estación de televisión lo retira de la historia. La nueva productora de Carter, Theora Jones (Amanda Pays), acepta ayudarlo a investigar más a pesar de la presión de la alta dirección. Los dos descubren que Network 23 está encubriendo el hecho de que su nueva publicidad subliminal (llamada "blipverts ") puede ser fatal para ciertos espectadores, incluso haciéndolos explotar.
Carter recupera evidencia del encubrimiento en la sede de Network 23, pero es descubierto en la cámara de seguridad por Bryce Lynch (Paul Spurrier), un genio informático adolescente amoral que creó blipverts y solo responde al director ejecutivo de Network 23, el Sr. Grossman. Mientras Carter intenta huir del Sr. Breughel y el Sr. Mahler, dos matones sociópatas, a través del estacionamiento del edificio en una motocicleta, Lynch toma el control de las barreras de seguridad. La barrera ascendente hace que Carter se estrelle contra un letrero de poca altura con la etiqueta "Espacio libre máximo 2,3 m", lo que le provoca una lesión grave en la cabeza. Jones es testigo del accidente de Carter a través de las cámaras de seguridad, pero no puede llegar a tiempo antes de que los matones contratados por Lynch lo saquen de la escena.
Grossman está molesto porque Lynch atacó y posiblemente mató a Carter, ya que la fama del periodista significa que su desaparición será notada e investigada. Para retrasar cualquier investigación y proporcionar coartadas, Lynch insiste en que puede copiar digitalmente la mente y la apariencia de Carter. De esta manera, pueden crear un reemplazo digital y imágenes falsas del reportero vivo y coleando durante los próximos días. Pero sus esfuerzos son defectuosos. El clon digital no parece idéntico a Carter y parece desarrollar su propia personalidad después de decir repetidamente "max headroom". Al renunciar al plan, Bryce ordena a Breughel y Mahler que se deshagan tanto de Carter como de la personalidad digital "Max Headroom". En cambio, deciden obtener ganancias vendiendo Max Headroom a Blank Reg, el presentador de "Big Time", una estación de televisión pirata, y a Carter a un "banco de cadáveres" donde lo extraerán para obtener órganos.Después de un poco de orientación por parte de Reg, Max Headroom rápidamente se convierte en un presentador de televisión popular en la estación pirata de Blank Reg, ofreciendo comentarios mordaces y humor rápido, particularmente sobre Network 23, que atrae la atención incómoda de un Grossman ahora en pánico. Mientras tanto, mientras se recupera de sus heridas, Carter escapa del banco de cadáveres y se reúne con Jones. Con su ayuda y la de Breughel y Mahler, Carter finalmente revela que todavía está vivo y expone la corrupción de Network 23, Lynch y Grossman. Max Headroom permanece con Big Time.

## Elenco
- Matt Frewer como Edison Carter / Max Headroom
- Nickolas Grace como Grossman
- Amanda paga como Theora Jones
- W. Morgan Sheppard como Blank Reg
- Roger Sloman como Murray
- Hilary Tindall como Dominique
- Paul Spurrier como Bryce Lynch
- Hilton McRae como Breugel
- George Rossi como Mahler

## Concepción y desarrollo
El personaje de Max Headroom y su naturaleza como persona generada por computadora fue creado por George Stone,  Annabel Jankel y Rocky Morton. Con la creciente popularidad de los vídeos musicales entre la cultura juvenil y emisoras como MTV, Channel 4 decidió presentar su propio programa de vídeos musicales. A Rocky Morton se le encomendó la tarea de crear un gráfico que se reprodujera antes y después de los videos, para dejar claro al público que se trataba de características de un programa especial y no solo de videos musicales que se transmitían al azar entre los comerciales de televisión. Inspirándose en los video jockeys de MTV (VJ o "veejays") y los presentadores de televisión estadounidenses, Rocky Morton decidió que un video gráfico o "bumper video" no atraería tanto a los jóvenes como un presentador con una personalidad ruidosa.  También pensó que los jóvenes británicos sospecharían de una personalidad juvenil que intentara atraerlos y, en cambio, podrían apreciar la cínica ironía de un anfitrión que parecía ser un hombre conservador con un traje y corbata sencillos que intentaba atraer a los jóvenes pero que no tenía una verdadera personalidad. comprensión de su cultura. Vio al presentador como "la cosa más aburrida que se me ocurrió hacer... una cabeza parlante: un hombre blanco de clase media con traje, hablándoles de una manera realmente aburrida sobre videos musicales".
Morton pensó que el anfitrión debería ser generado por computadora o animado. Cuando esto no resultó práctico, se decidió contratar a un actor que presentara la ilusión de un host generado por computadora. El nombre del personaje se originó mucho antes que los otros aspectos del personaje porque la frase "espacio para la cabeza máximo" a menudo se mostraba en la entrada de aparcamientos y garajes en el Reino Unido. George Stone comentó que esto le dio al personaje "marca instantánea, reconocimiento instantáneo".  Los creadores también apreciaron que "Max Headroom" fuera cómicamente irónico ya que el personaje actuaba como si supiera y entendiera todo, mientras que el nombre indicaba que su mente en realidad estaba vacía de verdadero conocimiento y sabiduría.  Algún tiempo después de la popularidad de Max Headroom como personaje, se volvió más común en el Reino Unido que tales letreros leyeran "altura máxima" en lugar de "espacio para la cabeza máximo". 
Los ejecutivos de Channel 4 disfrutaron la idea que presentó Morton y decidieron presentar primero a Max como un personaje en una película para televisión de una hora de duración antes de presentarlo como presentador del programa The Max Headroom Show.  El productor Peter Wagg contrató a los escritores David Hansen y Paul Owen para construir la "persona completa" de Max Headroom,  que Morton describió como la "personificación occidental muy estéril y arrogante del presentador de televisión masculino de clase media".  La historia de fondo proporcionada para el personaje de Max Headroom tenía sus raíces en un futuro cercano distópico dominado por la televisión y las grandes corporaciones, ideado por George Stone y el eventual guionista Steve Roberts.
El actor canadiense-estadounidense Matt Frewer hizo la prueba para el papel después de que un amigo suyo ya había hecho una audición y luego lo sugirió.  La productora y cocreadora de Max Headroom, Annabel Jankel, pensó que Frewer sería una buena opción para hacerse pasar por una persona cuya apariencia fue diseñada por una computadora, ya que en su foto polaroid de casting vio que tenía "rasgos increíblemente bien definidos".  A Frewer se le dieron "algunas líneas" de diálogo y luego se le animó a improvisar como mejor le pareciera. Frewer hizo una improvisación cómica que duró más de diez minutos, impresionando al equipo de producción. El actor se inspiró en el personaje de Ted Baxter de The Mary Tyler Moore Show y dijo en una entrevista de 1987: "En particular, quería conseguir esa falsa bonhomía de Baxter... Max siempre asume una amistad de una década en el primer encuentro. A primera vista, te preguntará sobre ese punto negro que tienes en la nariz." 
El personaje de Max Headroom fue anunciado como el primer presentador de televisión "generado por computadora". La ilusión de un personaje generado por computadora que solo existe en computadoras y señales de transmisión de televisión se logró haciendo que Matt Frewer usara maquillaje protésico, lentes de contacto y un traje moldeado de plástico mientras estaba sentado frente a una pantalla azul. La iluminación intensa y otros efectos de edición y grabación realzaron la ilusión de un personaje CGI.   Rod Lord y Peter Tupey ganaron el premio a los mejores gráficos en los premios BAFTA Television Craft Awards de 1986. Al discutir la historia del origen ficticio de Max, primero se propuso que podría ser una IA creada para sustituir a un presentador de televisión humano que llegaba tarde a su propio programa. La historia de fondo sería revelada a través de diferentes segmentos de cinco minutos durante la primera temporada de The Max Headroom Show.  Cuando Channel 4 decidió que el origen de Max aparecería en una película para televisión de una hora de duración, se desarrolló una historia ampliada y se modificó el origen para involucrar ahora a un periodista cruzado llamado Edison Carter. El 4 de abril de 1985, la película para televisión Max Headroom: 20 minutos hacia el futuro presentó a Max a la audiencia televisiva. El 6 de abril de 1985, Channel 4 emitió el primer episodio de The Max Headroom Show.

## Spin-off
En 1987, la cadena estadounidense ABC contrató a los creadores de la película Channel 4 para adaptar la historia y el mundo de Max Headroom: 20 minutos hacia el futuro a la serie dramática Max Headroom. Durante la temporada televisiva 1987-1988 se transmitieron catorce episodios. El piloto fue una nueva versión de la película de Channel 4 con cambios menores, como que Max y Carter realmente se conocieran y que Max trabajara con Network 23 en lugar de Big Time. El piloto recicló algunas de las imágenes digitales de la película original. Los miembros del reparto Matt Frewer, Amanda Pays y William Morgan Sheppard repitieron sus papeles de la película original. Jeffrey Tambor se agregó al elenco como Murray, el jefe de Edison. El teclista de Pablo Cruise, Cory Lerios, proporcionó el tema. Cada episodio de la serie dramática comenzaba con la frase "20 minutos hacia el futuro".  

## Comunicado de prensa local
Max Headroom: 20 Minutes into the Future se lanzó en VHS en EE. UU. y el Reino Unido en 1986. En 2006, fue lanzado en DVD en Japón.